# Evelyn Klaudt
Evelyn Klaudt, geborene Großmann (* 16. Juni 1971 in Dresden), ist eine ehemalige deutsche Eiskunstläuferin, die im Einzellauf für die DDR und nach der Wiedervereinigung Deutschlands für Deutschland startete. Sie ist die Europameisterin von 1990 und die bislang letzte deutsche Eiskunstläuferin, die diesen Titel gewinnen konnte.
Evelyn Großmann trainierte in Chemnitz bei Jutta Müller. Sie wurde 1990 in Leningrad Europameisterin und gewann 1991 bei den Europameisterschaften noch eine Silbermedaille. 1993 wechselte sie Klub und Trainer. Sie startete fortan für den ESC Dresden, trainierte jedoch in Oberstdorf bei Michael Huth. Allerdings konnte sie sich infolge vieler Verletzungen für internationale Meisterschaften nicht mehr qualifizieren.
Evelyn Klaudt arbeitet zurzeit als Trainerin am Eissportzentrum Oberstdorf und ist auch internationale Preisrichterin, auch für das neue Wertungssystem. Sie kann hier als Technische Spezialistin eingesetzt werden. In der Saison 2004/2005 war sie für ein Jahr Trainerin beim ERC Diez.

## Ergebnisse
| Wettbewerb / Jahr        | 1988 | 1989 | 1990 | 1991 | 1992 | 1993 | 1994 | 1995 |
| ------------------------ | ---- | ---- | ---- | ---- | ---- | ---- | ---- | ---- |
| Weltmeisterschaften      |      | 7.   | 8.   |      |      |      |      |      |
| Europameisterschaften    |      | 7.   | 1.   | 2.   |      |      |      |      |
| DDR-Meisterschaften      | 3.   | 1.   |      |      |      |      |      |      |
| Deutsche Meisterschaften |      |      |      | 3.   | 5.   | 4.   |      | 4.   |